# Paulina Aguado Romero
Paulina Aguado Romero (Santiago de Querétaro, Querétaro, 7 de enero de 1981) es una política mexicana, anterior miembro del Partido Acción Nacional (PAN) y posteriormente de Movimiento Ciudadano (MC). Fue diputada federal para el periodo de 2021 a 2024.

## Biografía
Es licenciada en Derecho egresada de la Universidad Autónoma de Querétaro (UAQ). Tiene diversos estudios en materia artística, en la Academia Jóvenes Pintores de Querétaro, studios por el Instituto Nacional de Bellas Artes y Literatura en embalaje y traslado de la obra plástica, en técnicas del óleo en el taller de producción en Artes Visuales; y una especialidad en derecho notarial. Fue además maestra de pintura en la Academia Jóvenes Pintores de Oro.
Es además integrante del Instituto de Artes y Oficios de Querétaro, de la Casa Queretana de las Artesanías, del Instituto del Deporte y la Recreación de Querétaro, de la Comisión Interinstitucional de Querétaro para la Prevención Social de la Violencia y la Delincuencia, de la coordinadora regional del Programa de Desarrollo Cultural de la Huasteca y ha sido presidenta y vicepresidenta de la Academia Nacional de Historia y Geografía de la Universidad Nacional Autónoma de México (UNAM) en su filial Querétaro.
De 1999 a 2000 fue auxiliar del Área de Bienestar Cultural y de 2000 a 2001 directora del área de Bienestar Cultural en el Instituto Municipal de la Juventud del municipio de Querétaro presidido por Rolando García Ortiz. De 2001 a 2009 fue directora de la Galería Municipal Rosario Sánchez de Lozada durante las sucesivas administraciones municipales de Armando Rivera Castillejos y Manuel González Valle; y cofundadora, donadora y coordinadora del Acervo de arte plástico de Querétaro.
De 2009 a 2012 fue directora del Instituto de Cultura del Municipio de Querétaro, en el ayuntamiento que presidió Francisco Domínguez Servién; y cuando el mismo Domínguez Servién asumió como gobernador de Querétaro en 2015, la nombró primero directora del Instituto Queretano de la Cultura y las Artes hasta 2017 y a partir de ese año como secretaria de Cultura cuando el instituto fue transformado en secretaría.
Renunció a la secretaría en 2021 para ser candidata del PAN a diputada federal por el principio de representación proporcional, siendo elegida a la LXV Legislatura de dicho año a 2024. En la Cámara de Diputados fue secretaria de la comisión de Cultura y Cinematografía; así como integrante de las comisiones de Derechos de la Niñez y Adolescencia; y, de Turismo.
El 5 de enero de 2024 anunció su renuncia a la militancia y grupo parlamentario del PAN, intendrándose en el de Movimiento Ciudadano, registrándose además como aspirante a la candidatura de dicho partido a la presidencia municipal de Querétaro, para las elección de 2024.